# Catharina Schuchmann
Catharina Schuchmann (geboren 1963) ist eine deutsche Drehbuchautorin.

## Leben
Catharina Schuchmann studierte Sinologie und ist Mutter von fünf Kindern. 2003 stand sie erstmals in dem Film September von Max Färberböck vor der Kamera.
Seit 2014 ist sie zusammen mit Max Färberböck als Drehbuchautorin an der Tatort-Reihe beteiligt und schrieb
das Drehbuch für den Münchner Jubiläumstatort, in dem sie auch die Mutter des Studenten Markus Zöller spielte.

## Filmografie als Drehbuchautorin (Auswahl)
- 2008: Anonyma – Eine Frau in Berlin
- 2011: Mein Vater, seine Freunde und das ganz schnelle Geld
- 2014: Tatort: Am Ende des Flurs
- 2015: Tatort: Der Himmel ist ein Platz auf Erden
- 2016: Tatort: Mia san jetz da wo’s weh tut
- 2018: Tatort: Ich töte niemand
- 2019: Ich brauche euch
- 2020: Tatort: Die Nacht gehört dir
- 2022: Tatort: Warum

## Filmografie als Schauspielerin (Auswahl)
- 2003: September
- 2008: Anonyma – Eine Frau in Berlin
- 2015: Tatort: Der Himmel ist ein Platz auf Erden
- 2016: Tatort: Mia san jetz da wo’s weh tut